# Alianza de Centro Democrático
Alianza de Centro Democrático (ALCD) fue un partido político español de ideología reformadora y centrista, formación política de ámbito estatal que tiene sus raíces en el extinto Centro Democrático y Social.

## Historia
Fue fundado en plena transición (1978) aunque no se presentó a ningunas elecciones hasta las pasadas municipales de 2015 donde Democracia Regionalista de Castilla y León, obtuvo 10 concejales en la Comunidad, posteriormente DReCyL junto a Foro Liberal y exmiembros del CDS se integraron en Alianza de Centro Democrático en abril de 2016, por lo que los 10 concejales de DreCyL pasaron a formar parte de la Alianza. en las Elecciones Generales de 2016 ALCD se presentó solamente en la Comunidad de Castilla y León no obteniendo representación.
.

## Partidos y plataformas integrantes
- Democracia Regionalista de Castilla y León.
- Foro Liberal.